# 三好市立白地小学校
三好市立白地小学校（みよししりつ はくちしょうがっこう）は、徳島県三好市池田町白地本名にある公立小学校。

## 概要
- 2015年6月から毎週月曜始業時間前の15分間、児童、教職員、地域住民のボランティアによるグラウンドの除草活動「めえめえクラブ」に取り組んでいる[1]。
- 2016年2月18日、創立141周年記念わくわく一輪車フェスティバルを実施した[2]。

## 沿革
- 1874年 - 白地小学校を創立。
- 1882年 - 白地尋常小学校と改称。
- 1910年 - 白地尋常高等小学校と改称。
- 1941年 - 佐馬地村白地国民学校と改称。
- 1947年 - 佐馬地村白地小学校と改称。
- 1959年 - 町村合併のため池田町白地小学校となる。
- 2006年 - 町村合併のため三好市立白地小学校となる。

## 校歌
- 作詞: 竹田友始
- 作曲: 石村歳松

## クラブ活動
- 囲碁・将棋クラブ - [3]
- メイキングクラブ - クラブ名の由来は、何かを作る（英語のメイク）から。毎月3回活動日。[4]

## 通学区域が隣接している学校
- 三好市立馬路小学校
- 三好市立山城小学校
- 三好市立三縄小学校
- 三好市立池田小学校
- 三好市立箸蔵小学校
- 香川県三豊市立財田小学校
- 香川県三豊市立山本小学校
- 香川県観音寺市立粟井小学校
- 香川県観音寺市立大野原小学校
- 愛媛県四国中央市立南小学校
- 愛媛県四国中央市立川滝小学校
- 愛媛県四国中央市立新宮小中学校

以下の学校と隣接しているかは不明。
- 三好市立下名小学校
- 三好市立檪生小学校
- 三好市立辻小学校